# Transcendence (album Devin Townsend Project)
Transcendence – album studyjny Devin Townsend Project. Wydawnictwo ukazało się 9 września 2016 roku nakładem wytwórni muzycznych HevyDevy Records i InsideOut Music. Płyta dotarła do 117. miejsca listy Billboard 200 w Stanach Zjednoczonych sprzedając się w nakładzie 7,8 tys. egzemplarzy w przeciągu dwóch tygodni od dnia premiery. Nagrania były promowane teledyskiem do utworu "Stormbending", który wyreżyserował Devin Townsend.

## Lista utworów
Opracowano na podstawie materiału źródłowego.
| Nr  | Tytuł utworu                           | Słowa           | Muzyka                                                    | Długość |
| --- | -------------------------------------- | --------------- | --------------------------------------------------------- | ------- |
| 1.  | „Truth”                                | Townsend        | Townsend                                                  | 04:47   |
| 2.  | „Stormbending”                         | Townsend, Kagel | Townsend, Young, Waddell, St-Jean, Van Poederooyen, Kagel | 05:22   |
| 3.  | „Failure”                              | Townsend        | Townsend, Young, Waddell, St-Jean, Van Poederooyen        | 06:02   |
| 4.  | „Secret Sciences”                      | Townsend        | Townsend, Young, Waddell, St-Jean, Van Poederooyen        | 07:28   |
| 5.  | „Higher”                               | Townsend        | Townsend, Young, Waddell, St-Jean, Van Poederooyen        | 09:40   |
| 6.  | „Stars”                                | Townsend        | Townsend                                                  | 04:17   |
| 7.  | „Transcendence”                        | Townsend        | Townsend, Young, Waddell, St-Jean, Van Poederooyen        | 05:54   |
| 8.  | „Offer Your Light”                     | Townsend        | Townsend                                                  | 03:57   |
| 9.  | „From the Heart”                       | Townsend, Kagel | Townsend, Young, Waddell, St-Jean, Van Poederooyen, Kagel | 08:23   |
| 10. | „Transdermal Celebration” (cover Ween) |                 |                                                           | 08:26   |
|     |                                        |                 |                                                           | 1:04:16 |

## Twórcy
Opracowano na podstawie materiału źródłowego.
| - Devin Townsend - wokal prowadzący, gitara, gitara basowa, instrumenty klawiszowe, programowanie, produkcja muzyczna, miksowanie, inżynieria dźwięku - Brian Waddell - gitara basowa - Ryan van Poederooyen - perkusja, instrumenty perkusyjne - Dave Young - instrumenty klawiszowe, gitara - Mike St. Jean - instrumenty klawiszowe - Anneke van Giersbergen - gościnnie wokal wspierający - Adam "Nolly" Getgood - inżynieria dźwięku, miksowanie |  | - Ché Aimee Dorval - gościnnie wokal wspierający - Katrina Natale - gościnnie wokal wspierający - Anthony Clarkson - okładka, oprawa graficzna - Paul Silveira - inżynieria dźwięku - Karl Dicaire - inżynieria dźwięku - Adrian Mottram - inżynieria dźwięku - Ermin Hamidovic - mastering |

## Listy sprzedaży
| Lista                   | Kraj              | Pozycja |
| ----------------------- | ----------------- | ------- |
| Billboard 200           | Stany Zjednoczone | 117     |
| UK Albums Chart         | Wielka Brytania   | 26      |
| SNEP                    | Francja           | 56      |
| MegaCharts              | Holandia          | 43      |
| Oricon                  | Japonia           | 217     |
| Suomen virallinen lista | Finlandia         | 2       |
| Media Control Charts    | Niemcy            | 43      |